# Grande Prêmio da Itália de 1984
Resultados do Grande Prêmio da Itália de Fórmula 1 realizado em Monza em 9 de setembro de 1984. Décima quarta etapa do campeonato, foi vencido pelo austríaco Niki Lauda, da McLaren-TAG/Porsche, com Michele Alboreto em segundo pela Ferrari e Riccardo Patrese em terceiro pela Alfa Romeo.

## Resumo

### Toleman pune Ayrton Senna
Cinco dias antes do quinquagésimo quarto Grande Prêmio da Itália, a Toleman anunciou a suspensão de Ayrton Senna pelo restante do campeonato e um processo contra ele por perdas e danos, motivada pelo contrato firmado entre Senna e a Lotus relativo aos anos de 1985 e 1986. Sentindo-se prejudicada, a equipe fundada por Ted Toleman e Alex Hawkridge emitiu uma nota oficial concisa: "A suspensão de Senna tem efeito imediato. Suas ações causaram prejuízo material à Toleman, que está tomando medidas por danos contra Senna e a Lotus". A seguir divulgou o nome de Stefan Johansson como substituto de Senna e o de Pierluigi Martini para o lugar de Johnny Cecotto, afastado das pistas desde o acidente nos treinos para o Grande Prêmio da Grã-Bretanha, em julho.
O empresário Armando Botelho confirmou a existência de um contrato de três anos entre Senna e a Toleman, ressaltando a vigência de uma cláusula rescisória estipulada em US$ 130 mil, sendo esta a saída para resolver o impasse entre piloto e equipe, ademais, os advogados do brasileiro sustentam que o rompimento formal ocorreu quando o time britânico contratou Johansson. "Ele não se negou a completar a atual temporada. Apenas avisou que pretende rescindir o acordo, a partir da próxima temporada, e pagar a multa prevista no documento", afirmou Botelho.
Motivos à parte, é a segunda vez que Ayrton Senna não se classifica para uma corrida na Itália, afinal uma rusga entre Toleman e Pirelli no Grande Prêmio de San Marino forçou o brasileiro a treinar apenas no sábado, e quando ele foi à pista uma série de problemas mecânicos o fez marcar o pior tempo do dia, algo insuficiente para a classificação.

### Sétima pole de Piquet no ano
Nelson Piquet garantiu sua sétima pole position no ano, graças ao forte motor BMW de sua Brabham, com a McLaren de Alain Prost ao seu lado. A segunda fila foi composta por Elio de Angelis na Lotus e Niki Lauda na outra McLaren, enquanto a terceira comportou a Brabham de Teo Fabi e a Williams de Keke Rosberg, cabendo à Lotus de Nigel Mansell e a Renault de Patrick Tambay a quarta fila, com as Alfa Romeo de Riccardo Patrese e Eddie Cheever na quinta. Quanto à Ferrari, tivemos o décimo primeiro lugar de Michele Alboreto e o décimo quarto de René Arnoux, enquanto, na Toleman, Johansson foi o décimo sétimo e Martini não se classificou para a corrida.

### Rivais dominam, Lauda vence
Manfred Winkelhock decidiu não largar quando percebeu falhas na caixa de câmbio da ATS, enquanto Marc Surer parou à altura da Parabólica durante a volta de apresentação mediante um defeito no carburador da Arrows, obrigando o suíço a largar dos boxes. Quando as luzes apagaram, Nelson Piquet manteve a liderança enquanto Alain Prost resistiu ao ataque de Elio de Angelis, sendo que o italiano da Lotus foi superado pela Renault de Patrick Tambay e depois, por defeito no câmbio, pela Brabham de Teo Fabi e a McLaren de Niki Lauda. A diferença entre Piquet, Prost e Tambay era mínima, pois o brasileiro pôs uma roda na grama ao sair na primeira curva de Lesmo, todavia o francês ficou a pé quando seu motor virou fumaça na Parabólica na terceira volta, fato que impactou positivamente Niki Lauda que, situado em quarto lugar na corrida, reduziu a pressão no turbo a fim de reduzir os riscos no restante da corrida. Até a décima volta, outros seis pilotos ficaram pelo caminho, entre eles pesos-pesados como René Arnoux, da Ferrari, e Keke Rosberg, da Williams, além de Jacques Laffite, da Williams, justo no dia de suas 150 corridas.
Piquet mantinha curta liderança frente a Tambay, enquanto Fabi saiu da pista na oitava passagem ao errar numa tentativa de ultrapassagem sobre o francês da Renault, entregando o terceiro lugar a Lauda, mas quatro giros depois, a Brabham Fabi subiu para o quarto lugar ao superar uma briga caseira com Michele Alboreto e Elio de Angelis. Nas voltas treze e quatorze, a Lotus abandona a porfia: Nigel Mansell trava os freios, roda e fica preso na brita, enquanto Elio de Angelis sucumbiu a uma falha no câmbio e recolheu-se aos boxes. Acossado por Tambay, Piquet exigiu tudo de seu carro até abandonar na décima quinta volta quando seu motor BMW quebrou. Com o infortúnio de Piquet, a liderança caiu nas mãos de Patrick Tambay quase ao mesmo tempo que Teo Fabi derrubou Niki Lauda para o terceiro lugar, ordem mantida por um bom tempo.
Mesmo a disputa pelo quarto lugar mostrou-se inútil, pois a Ferrari de Michele Alboreto manteve-se irremovível, enquanto Eddie Cheever e Derek Warwick lutavam pela posição seguinte, até que a pressão do óleo deixou o britânico da Renault pelo caminho na trigésima primeira volta, momento onde Stefan Johansson chegou à zona de pontuação. Mais à frente, a vantagem de Tambay aumenta, pois Fabi perdeu rendimento e ficou ao alcance de Lauda, que superou o italiano na reta que antecede a Parabólica, na volta quarenta. Decidido a vencer a prova, o austríaco fez a volta mais rápida dois giros depois e ultrapassou Tambay na primeira de Lesmo. Novo líder da prova, o piloto da McLaren viu o motor de Fabi quebrar e a falha no regulador de Tambay, deixando Alboreto em segundo lugar, a quase vinte segundos de distância, com Cheever ainda mais longe, com Stefan Johansson, Riccardo Patrese e Piercarlo Ghinzani a uma volta de diferença.
Faltando seis voltas para que a corrida terminasse, as coisas pareciam definidas, entretanto a roda do infortúnio ainda teve tempo de girar: Eddie Cheever ficou sem gasolina quase ao mesmo tempo que as vibrações no eixo traseiro na Toleman de Stefan Johansson fazem o sueco ceder ao avanço de Riccardo Patrese e Piercarlo Ghinzani, que o ultrapassam. Como a vantagem de Johansson sobre a Osella de Jo Gartner e a ATS de Gerhard Berger era de quase uma volta, o escandinavo teve tempo de parar nos boxes da equipe e trocar um rolamento de cubo que estava defeituoso, regressando ao asfalto em quinto lugar, a duas voltas do líder, nas voltas finais da contenda. Destino inverso teve a Osella de Piercarlo Ghinzani, sem gasolina na penúltima volta. A essa altura, Lauda estava a quase vinte e cinco segundos de Alboreto, os únicos que cruzaram na mesma volta, com Patrese em terceiro lugar, no último pódio de um piloto da Alfa Romeo, marca ainda vigente nos dias atuais.

### O bom carro de Johansson
Primeiros três pontos na carreira de Stefan Johansson.

## Classificação

### Treinos oficiais
| Pos.    | N.º | Piloto             | Construtor          | Q1       | Q2       | Grid    |
| ------- | --- | ------------------ | ------------------- | -------- | -------- | ------- |
| 1       | 1   | Nelson Piquet      | Brabham-BMW         | 1:28.709 | 1:26.584 | —       |
| 2       | 7   | Alain Prost        | McLaren-TAG/Porsche | 1:29.854 | 1:26.671 | + 0.087 |
| 3       | 11  | Elio de Angelis    | Lotus-Renault       | 1:28.014 | 1:27.538 | + 0.954 |
| 4       | 8   | Niki Lauda         | McLaren-TAG/Porsche | 1:30.142 | 1:28.533 | + 1.949 |
| 5       | 2   | Teo Fabi           | Brabham-BMW         | 1:29.383 | 1:28.587 | + 2.003 |
| 6       | 6   | Keke Rosberg       | Williams-Honda      | 1:33.386 | 1:28.818 | + 2.234 |
| 7       | 12  | Nigel Mansell      | Lotus-Renault       | 1:31.715 | 1:28.969 | + 2.385 |
| 8       | 15  | Patrick Tambay     | Renault             | 1:31.532 | 1:29.253 | + 2.669 |
| 9       | 22  | Riccardo Patrese   | Alfa Romeo          | 1:30.710 | 1:29.382 | + 2.798 |
| 10      | 23  | Eddie Cheever      | Alfa Romeo          | 1:32.365 | 1:29.797 | + 3.213 |
| 11      | 27  | Michele Alboreto   | Ferrari             | 1:29.810 | 1:30.069 | + 3.226 |
| 12      | 16  | Derek Warwick      | Renault             | 1:30.113 | 1:30.569 | + 3.529 |
| 13      | 5   | Jacques Laffite    | Williams-Honda      | 1:32.091 | 1:30.578 | + 3.994 |
| 14      | 28  | René Arnoux        | Ferrari             | 1:31.495 | 1:30.695 | + 4.111 |
| 15      | 17  | Marc Surer         | Arrows-BMW          | 1:31.108 | 1:31.513 | + 4.524 |
| 16      | 26  | Andrea de Cesaris  | Ligier-Renault      | 1:32.014 | 1:31.198 | + 4.614 |
| 17      | 19  | Stefan Johansson   | Toleman-Hart        | 1:31.207 | 1:31.203 | + 4.619 |
| 18      | 25  | François Hesnault  | Ligier-Renault      | 1:32.779 | 1:31.274 | + 4.690 |
| 19      | 18  | Thierry Boutsen    | Arrows-BMW          | 1:32.636 | 1:31.342 | + 4.758 |
| 20      | 31  | Gerhard Berger     | ATS-BMW             | 1:33.161 | 1:31.549 | + 4.965 |
| 21      | 14  | Manfred Winkelhock | ATS-BMW             | 2:00.593 | 1:32.866 | + 6.282 |
| 22      | 24  | Piercarlo Ghinzani | Osella-Alfa Romeo   | 1:33.456 | 1:33.562 | + 6.872 |
| 23      | 9   | Philippe Alliot    | RAM-Hart            | 1:37.186 | 1:34.120 | + 7.536 |
| 24      | 30  | Jo Gartner         | Osella-Alfa Romeo   | 1:37.123 | 1:34.472 | + 7.888 |
| 25      | 21  | Huub Rothengatter  | Spirit-Hart         | 1:38.255 | 1:34.719 | + 8.135 |
| 26      | 10  | Jonathan Palmer    | RAM-Hart            | 1:36.876 | 1:35.412 | + 8.828 |
| DNQ     | 20  | Pierluigi Martini  | Toleman-Hart        | 1:38.312 | 1:35.840 | + 9.256 |
| Fontes: |     |                    |                     |          |          |         |

### Corrida
| Pos.    | Nº | Piloto             | Construtor          | Voltas          | Tempo/Diferença | Grid            | Pontos            |
| ------- | -- | ------------------ | ------------------- | --------------- | --------------- | --------------- | ----------------- |
| 1       | 8  | Niki Lauda         | McLaren-TAG/Porsche | 51              | 1:20:29.065     | 4               | 9                 |
| 2       | 27 | Michele Alboreto   | Ferrari             | 51              | + 24.249        | 11              | 6                 |
| 3       | 22 | Riccardo Patrese   | Alfa Romeo          | 50              | + 1 volta       | 9               | 4                 |
| 4       | 19 | Stefan Johansson   | Toleman-Hart        | 49              | + 2 voltas      | 17              | 3                 |
| 5       | 30 | Jo Gartner         | Osella-Alfa Romeo   | 49              | + 2 voltas      | 24              | [ 16 ] [ nota 3 ] |
| 6       | 31 | Gerhard Berger     | ATS-BMW             | 49              | + 2 voltas      | 20              | [ 16 ] [ nota 3 ] |
| 7       | 24 | Piercarlo Ghinzani | Osella-Alfa Romeo   | 48              | Pane seca       | 22              |                   |
| 8       | 21 | Huub Rothengatter  | Spirit-Hart         | 48              | + 3 voltas      | 16              |                   |
| 9       | 23 | Eddie Cheever      | Alfa Romeo          | 45              | Pane seca       | 10              |                   |
| 10      | 18 | Thierry Boutsen    | Arrows-BMW          | 45              | + 6 voltas      | 19              |                   |
| Ret     | 15 | Patrick Tambay     | Renault             | 43              | Regulador       | 8               |                   |
| Ret     | 2  | Teo Fabi           | Brabham-BMW         | 43              | Motor           | 5               |                   |
| Ret     | 17 | Marc Surer         | Arrows-BMW          | 43              | Motor           | 15              |                   |
| Ret     | 16 | Derek Warwick      | Renault             | 31              | Pressão do óleo | 12              |                   |
| Ret     | 10 | Jonathan Palmer    | RAM-Hart            | 20              | Pressão do óleo | 26              |                   |
| Ret     | 1  | Nelson Piquet      | Brabham-BMW         | 15              | Motor           | 1               |                   |
| Ret     | 11 | Elio de Angelis    | Lotus-Renault       | 14              | Câmbio          | 3               |                   |
| Ret     | 12 | Nigel Mansell      | Lotus-Renault       | 13              | Rodou           | 7               |                   |
| Ret     | 5  | Jacques Laffite    | Williams-Honda      | 10              | Turbo           | 13              |                   |
| Ret     | 6  | Keke Rosberg       | Williams-Honda      | 8               | Turbo           | 6               |                   |
| Ret     | 26 | Andrea de Cesaris  | Ligier-Renault      | 7               | Motor           | 16              |                   |
| Ret     | 25 | François Hesnault  | Ligier-Renault      | 7               | Rodou           | 18              |                   |
| Ret     | 9  | Philippe Alliot    | RAM-Hart            | 6               | Pane elétrica   | 23              |                   |
| Ret     | 28 | René Arnoux        | Ferrari             | 5               | Câmbio          | 14              |                   |
| Ret     | 7  | Alain Prost        | McLaren-TAG/Porsche | 3               | Motor           | 2               |                   |
| DNS     | 14 | Manfred Winkelhock | ATS-BMW             | 0               | Não largou      | 21              |                   |
| DNQ     | 20 | Pierluigi Martini  | Toleman-Hart        | Não qualificado | Não qualificado | Não qualificado | Não qualificado   |
| Fontes: |    |                    |                     |                 |                 |                 |                   |

## Tabela do campeonato após a corrida
| Pos.    | Piloto          | Pontos |
| ------- | --------------- | ------ |
| 1       | Niki Lauda      | 63     |
| 2       | Alain Prost     | 52,5   |
| 3       | Elio de Angelis | 29,5   |
| 4       | René Arnoux     | 24,5   |
| 5       | Nelson Piquet   | 24     |
| Fontes: |                 |        |

| Pos.    | Construtor          | Pontos |
| ------- | ------------------- | ------ |
| 1       | McLaren-TAG/Porsche | 115,5  |
| 2       | Ferrari             | 45,5   |
| 3       | Lotus-Renault       | 42,5   |
| 4       | Renault             | 33     |
| 5       | Brabham-BMW         | 32     |
| Fontes: |                     |        |

- Nota: Somente as primeiras cinco posições estão listadas e a campeã mundial de construtores surge grafada em negrito. Entre 1981 e 1990 cada piloto podia computar onze resultados válidos por temporada não havendo descartes no mundial de construtores.